# Plaza Árabe (Junín)
La Plaza Árabe es un espacio verde público de la ciudad de Junín, Argentina, ubicada en la Avenida San Martín entre las calles Alberdi y Lavalle.

## Historia
Desde 1880, por el lugar donde hoy está la Avenida San Martín corrían las vías del Ferrocarril Oeste, que luego sería Central Argentino. Las vías terminaban donde hoy están los Colegios Nacional y Normal, y la estación estaba en el lugar donde hoy está la terminal de ómnibus. Dado que el Ferrocarril Buenos Aires al Pacífico tenía su propia estación y sus vías corrían prácticamente en forma paralela a escasos 300 m hacia el norte, en la década de 1930 se decidió unificar las estaciones y vías férreas. Se levantaron las vías del Central Argentino, comenzó la construcción de la Avenida San Martín y se procedió a lotear los terrenos linderos.
En 1950 se inauguró la avenida, que en el tramo que va desde Almafuerte hasta Sáenz Peña incluyó una serie de plazas en homenaje a las principales colectividades que llegaron a Junín. Una de ellas es la Plaza Árabe.

## Características
Se encuentra en una de las zonas más bellas de Junín. Al lotearse los terrenos a ambos lados de la avenida San Martín, la reglamentación establecía construcciones de dos pisos con jardines al frente, por lo que las viviendas son chalets tipo cottage francés o casas tipo inglesas, dándole a la plaza un entorno uniforme y visualmente muy agradable.
Posee una placa en homenaje a los inmigrantes árabes que llegaron a Junín, colocada en el año 2004 en el marco de la remodelación de la plaza con motivo de la visita del embajador del Líbano.

## Ubicación
La plaza se encuentra la Avenida San Martín entre las calles Alberdi y Lavalle. Está rodeada por los bellos chalets de la avenida San Martín, hacia el noroeste y sudeste. Al sudoeste se encuentra la Plaza Francia y al noreste la Plaza Italia.